# Maria Larsen
Maria Larsen (født 11. april 1996) er en dansk atlet som er medlem af Københavns IF.
Maria Larsen vandt som 16-årig DM på 1500 meter og har landsholdsmeriter på seniorniveau og deltog i ungdoms-VM 2013.
Hun nåede en 8. plads ved JNM i Reykjavik i november 2013 og en 28 plads ved JEM i Beograd i december 2013.
Maria Larsen blev udtaget til det europæiske juniorhold som i januar 2014 dystede mod USA og Storbritannien ved det traditionsrige Bupa Great Edinburgh Cross Country i Skotland. Her nåede hun en 13. plads og blev tredjebedst af de seks løbere på Europas hold. 2014 blev det også til en 16. plads ved JVM på 1500 meter i tiden 4:21,68.
Hun satte ved inde-DM i Skive 2015 dansk rekord på 3000 meter med tiden 9:19,56 min. – 0,08 sek. under Trongården-løberen Rikke Pedersens gamle rekord sat i USA i 1997.
Hendes præstationer er ikke gået ubemærket forbi flere amerikanske universiteter, som har tilbudt hende et scholarship, når hun efter planen bliver student i 2015.

## Internationale ungdomsmesterskaber
Denne liste er ufuldstændig; hjælp gerne med at udfylde den.
- 2014 JVM 1500 meter 16.plads 4:21,68
- 2016 EM-u23 i cross 28.plads

## Danske mesterskaber
Denne liste er ufuldstændig; hjælp gerne med at udfylde den.
- Guld 2017 3000 meter inde
- Bronze 2017 kort cross
- Sølv 2013 800 meter
- Sølv 2013 1500 meter
- Guld 2013 4 x 400 meter
- Bronze 2013 800 meter inde
- Sølv 2013 1500 meter inde
- Guld 2012 1500 meter
- Bronze 2012 1500 meter inde
- Guld 2018 3000 meter inde [1]

## Personlige rekorder
- 800 meter: 2:09,26, Odense Atletikstadion, Odense 2. august 2014
- 1000 meter: 3:07,18 Hvidovre Stadion 8. juni 2011
- 1500 meter: 4:17,45 Watford, Storbritannien 17. maj 2014
- 2000 meter: 6:44,33 Ullevi, Göteborg, Sverige 8. juli 2011
- 3000 meter: 9:22,01 Tårnby Stadion, 3. maj 2014

- 5000 meter: 18:25,90 Østerbro Stadion, København 7. september 2013
- 5 km landevej: 16:05 Feminaløbet, København 26. Maj 2014
- Halvmaraton: 1:27,42 København 29 marts 2014

- 800 meter-inde: 2:11,22 Skive 23. februar 2013
- 1500 meter-inde: 4:22,02 Göteborg 7. februar 2015 Dansk U20-rekord
- 3000 meter-inde: 9:19,56 Skive 22. februar 2015 Dansk rekord